# Марко Ранђеловић
Марко Ранђеловић (Ниш, 16. августа 1984) српски је фудбалер, који тренутно наступа за Будућност из Поповца. Висок је 184 центиметра и игра у одбрани.